# Passiflora balbis
Passiflora balbis är en passionsblomsväxtart som beskrevs av Feuillet. Passiflora balbis ingår i släktet passionsblommor, och familjen passionsblomsväxter. Inga underarter finns listade i Catalogue of Life.